# Città di Bassendean
La città di Bassendean è una delle 29 local government areas che si trovano nell'area metropolitana di Perth, in Australia Occidentale. Essa si estende su di una superficie di 10,4 chilometri quadrati ed ha una popolazione di 13.465 abitanti.